# Peter Gillis (componist)
Peter Jules Gillis (26 maart 1961) is een Belgische geluidstechnicus, componist en producent.
Gillis werkte als geluidsingenieur in de bekendste Belgische opnamestudio's in Brussel zoals ICP, Pyramid en Jet alvorens in 1985 in Gent de Top Recording Studio op te starten samen met Alain Vande Putte. Daarnaast was hij geluidsingenieur tijdens optredens van onder meer Humo's Rock Rally, The Skyblasters, Dirk Blanchart en Kloot Per W.
Gillis was tot 2025 medecomponist en -schrijver voor zowat alle K3-nummers. Hoewel dit zijn bekendste project was, is hij ook verantwoordelijk voor veel andere hits. Zijn eerste grote successen waren Hé, lekker beest in 1990 en Blank of Zwart in 1991 van Isabelle A voor wie hij sinds 1987 werkte.  Hij schreef ook nummers voor The Dinky Toys, Gunther Levi, Pop In Wonderland en Niels William voor hij wie allemaal hij ook optrad als producer. In 1997 en 1998 volgde Sha-Na, en vanaf 1999 schreef hij voor K3. Maar naast K3 volgden ook VandaVanda, Nicole & Hugo (in 2004 en 2014) en Laura Omloop. Voor Studio 100 produceerde hij ook de albums van Prinsessia. Hij was onder meer ook producer voor enkele Eurosong For Kids deelnemers.